# Juan de Fuca Provincial Park
Der Juan de Fuca Provincial Park ist ein 1.528 ha großer Provinzpark im kanadischen British Columbia. Der Park in seiner heutigen Art wurde 1996 gegründet und liegt im Südwesten von Vancouver Island, im Capital Regional District.
Die einzelnen Teile des Parks werden durch den 47 km langen Juan de Fuca Marine Trail miteinander verbunden. Dieser ist nicht Bestandteil des West Coast Trail, wird aber oft als dessen Fortsetzung bezeichnet.

## Anlage
Das Schutzgebiet befindet sich an der Juan de Fuca Strait, an der Südwestküste von Vancouver Island und beginnt südwestlich der Gemeinde Port Renfrew. Ein Zugang zum Park ist an verschiedenen Stellen vom Highway 14 aus möglich. Von den 1.528 ha der Schutzgebietsfläche entfallen rund 1.381 ha auf Landfläche sowie 147 ha auf Wasserfläche und Gezeitenzone. Bei dem Park handelt es sich um ein Schutzgebiet der Kategorie II (Nationalpark).
Der Park gliedert sich in drei nicht zusammenhängende Abschnitte. Der nordwestlichste Abschnitt umfasst unter anderem „Botanical Beach“ südöstlich von Port Renfrew, der mittlere, kleinste und am schwersten zugänglichste Abschnitt ist der um den Parkinson Creek Trailhead, während sich der südöstlichste und größte vom Sombrio Creek über den „China Beach“ bis kurz vor die Siedlung Jordan River erstreckt. Im südöstlichsten Parkabschnitt befindet sich auch der einzige offizielle Campingplatz im Park.

## Geschichte
Wie bei fast allen Provinzparks in British Columbia gilt auch für diesen, dass er lange bevor die Gegend von europäischen Einwanderern besiedelt oder sie Teil eines Parks wurde, Jagd- und Fischereigebiet verschiedener Stämme der First Nations, hier der Pacheedaht und der T'sou-ke, war.
1901 wurde am „Botanical Beach“ durch Josephine Tilden, von der University of Minnesota, eine Forschungsstation eingerichtet. Zeitweise waren hier bis zu 30 Studenten mit Forschungsarbeiten beschäftigt.
Der Park selber entstand am 4. April 1996 durch die Zusammenfassung der ehemaligen Parks (von Nordwesten nach Südosten) Botanical Beach Park, Parkinson Creek Park, Loss Creek Park und China Beach Park zu einem Provincial Park.
Am 7. Februar 2016 wurde am „Botanical Beach“ ein menschlicher Fuß gefunden. Dieser Fund gehört zu einer ganzen Serie von Funden an der Salish Sea.

## Flora und Fauna
Der Park liegt im gemäßigten Regenwald. In der Klimaklassifikation nach Köppen und Geiger entspricht das Klima dem Typ Cfb. Innerhalb des Ökosystems von British Columbia wird das Parkgebiet der Coastal Western Hemlock Zone mit der Very Wet Hypermaritime Subzone (CWHvh) und der Very Wet Maritime Subzone (CWHvm) zugeordnet. Diese biogeoklimatischen Zonen zeichnen sich durch ein ähnliches Klima sowie gleiche oder ähnliche biologische sowie geologische Voraussetzungen aus. Daraus resultiert in denselben Zonen dann ein sehr ähnlicher Bestand an Pflanzen und Tieren.
Im Parkgebiet wachsen hauptsächlich westamerikanische Hemlocktannen, Douglasien und der Riesen-Lebensbaum (im englischen Sprachraum „Western Red Cedar“ genannt). Epiphytische Flechten und Moose überziehen die Baumstämme. Der Wald hat einen Unterwuchs aus Schwertfarnen und Heidekrautgewächsen. Ebenfalls findet man den Pazifischen Blüten-Hartriegel sowie Elfenglöckchen.
Durch Tidenhub der Juan de Fuca Strait, bei Port Renfrew beträgt er im Regelfall zwischen 2 und 3 Meter, findet sich in der Gezeitenzone und den Gezeitentümpel eine reichhaltige Flora und Fauna. Von besonderem Interesse ist dabei „Botanical Beach“. Es finden sich hier zahlreiche Arten von Seesternen, Seeigeln (dem Purpur-Seeigel (Strongylocentrotus purpuratus)) oder Rankenfußkrebse (wie Entenmuscheln oder Seepocken) sowie zahlreiche Algenarten (wie Rotalgen oder See-Palmen). Zu den bedrohten Arten, die im Park zu finden sind, gehören u. a. Seeohren (Haliotis kamtschatkana).
Im Park kommen auch Schwarzbären, Pumas und Vancouver-Island-Wölfe (eine einst als Canis lupus crassodon beschriebene Unterart des Wolfs) vor. Daneben gibt es im Park und dem umgebenden Gebiet auch verschiedene Rotwildarten, wie den Wapiti (Cervus elaphus roosevelti, Roosevelt-Wapiti) und den Maultierhirsch (Odocoileus hemionus columbianus, Columbia-Schwarzwedelhirsch). Viele Vogelarten sind im Parkgebiet heimisch und können beobachtet werden, wie zum Beispiel Weißkopfseeadler und Fischadler.
Die verschiedenen Flüsse und Bäche die den Park durchziehen, bieten Lebensraum für Königslachse und Silberlachse sowie für Cutthroat-Forellen, Dolly-Varden-Forellen und Regenbogenforellen.
Am Strand gibt es die Möglichkeit, Wale zu beobachten, besonders Grauwale. Diese wandern hier auf dem Weg zu den nördlichen Futtergründen im Frühling vorbei und kehren im Herbst Richtung Süden zurück. Von der Küste aus können auch Schwertwale, Otter, Seehunde und Seelöwen gesehen werden.

## Benachbarte Parks
In der Nähe dieses Parks befinden sich noch weitere Provincial Parks. Nordwestlich des Parks liegt der Carmanah Walbran Provincial Park und im Südosten liegt der French Beach Provincial Park.

## Aktivitäten
Ausgeprägte touristische Infrastruktur in Form von 78 (teilweise reservierbaren) Stellplätzen für Wohnmobile und Zelte sowie von Sanitäranlagen finden sich im Bereich des „China Beach“. Obwohl in Provincial Parks grundsätzlich verboten, ist hier an einigen Stellen das „wilde“ Campen erlaubt. Weitere Teile der Infrastruktur (Schutzhütten) finden sich an den Start- und Endpunkten („Trailheads“) des Juan de Fuca Marine Trails sowie entlang desselben. Dieser ist auch der Schwerpunkt der Aktivitäten im Park. Obwohl der Park unmittelbar am Wasser liegt und Schwimmen auch erlaubt ist, bietet sich dieses nicht unbedingt an. Das Wasser ist ganzjährig relativ kalt.